# Carl Ditters von Dittersdorf
August Carl (Karl) Ditters von Dittersdorf (Bécs, 1739. november 2. – Neuhof, Csehország, 1799. október 24.) osztrák zeneszerző, hegedűművész.

## Élete
Danzigból származó családban született – August Carl Ditters néven. Apja szabó volt a katonaságnál, IV. Károly német-római császár (III. Károly néven magyar király) seregében szolgált. Szolgálati ideje leteltével a bécsi udvari operában biztosítottak számára jól fizető állást. „Jobb nevelésben részesültem, mint az egyébként a polgárcsaládoknál megszokott volt” – írta önéletrajzában. Apja jó anyagi helyzete révén egy jó jezsuita iskolában tanulhatott, mellette magánúton zenei tanulmányokba is kezdett, hegedülni tanult J. Zieglernél. Komolyan tehetséges volt, bár nem volt csodagyerek. Néhány év után, tanára javaslatára felvették a Freyung téri Benedek-rendi templom zenekarába, 1750-ben pedig már a Schottenkirche zenekarának lett a tagja Bécsben.
Joseph Friedrich von Sachsen-Hildburghausen herceg 1751. március 1-jén szerződtette a saját udvari zenekarába, ahol Francesco Traninál folytatta hegedűs tanulmányait, ugyanakkor ellenpontozást és zeneszerzést is tanult Giuseppe Bonnónál. Néhány év múlva a herceg feloszlatta zenekarát, mert új szálláshelyére, Hildburghausenbe költözött. Dittersdorf Durazzo gróf révén, aki a császári udvar színházigazgatója volt, a császárné zenekarába került, majd 1761-ben a bécsi udvari opera hegedűse, a következő évtől karmestere lett. Megismerkedett Pergolesi La serva padrona (Az úrhatnám szolgáló) című buffóoperájával, amely első operáira lesz hatással. 1763-ban Gluck társaságában Bolognába utazott, Gluck operájának, az Il trionfo di Cleliának ottani bemutatójára. Dittersdorf nagy sikereket aratott virtuóz hegedűjátékával, ugyanakkor megismerkedett az olasz zenével is. 1764-ben Párizsba utazott, de erről kevés információ maradt fenn. Amikor visszatért Bécsbe, megismerkedett Haydnnal, és rövidesen közeli barátságot kötöttek.
Dittersdorf 1764 nyarától, miután a Durazzóval kötött szerződése lejárt, Patachich Ádám püspök nagyváradi zenekaránál lett karmester – Michael Haydn utódjaként. Zenekara akkoriban szokatlanul nagy létszámú, 34 fős volt, és kiváló énekesgárda is rendelkezésére állt. A zenekar feloszlatása után, 1769-ben, Philipp Gotthard von Schaffgotsch breslaui hercegérsek rezidenciáján, a mai Javorník (Csehország) területén (Johannisberg, ma Jánský vrch), vállalt karmesteri állást, ahol az együttes kisebb létszámú volt ugyan, de működött egy kis házi színház is, ami felkeltette az  érdeklődését az opera műfaja iránt. 1771-ben udvari komponistai státuszt kapott, és a következő húsz évben rengeteg szimfonikus és kamarazenei művet írt, azonkívül persze számos operát is, az opera buffa műfajában. 1773-ban nemességet szerzett, ettől kezdve járult nevéhez a „von Dittersdorf” kiegészítés, bár ő csak a Dittersdorf nevet használta. Időnként rövid időre Bécsbe látogatott, ahol szívesen kamarazenélt együtt Mozarttal, Haydnnal és Vaňhallal (utóbbi a tanítványa volt). A vonósnégyesben Haydn és Dittersdorf hegedült, Mozart brácsázott és Vaňhal csellózott. Ebben az időszakban írta legsikeresebb oratóriumait és német nyelvű operáit.
1794-ben Dittersdorf összekülönbözött Schaffgotsch hercegérsekkel, ezért családjával együtt Ignaz von Stillfried báró bohémiai birtokára költözött. Utolsó éveiben összeállította művei listáját, és hozzálátott önéletrajza megírásához, aminek a diktálását két nappal a halála előtt fejezte be. Sírja Csehországban, Deštná (németül Deschna) városában van, a Jindřichův Hradec-i járásban.

## Zenéje
Dittersdorf zenéjével igazságtalanul bánt az utókor, zenéjét szinte elfelejtették. Igen termékeny komponista volt, könnyen és gyorsan írt, talán ez is oka a művei egy részénél tapasztalható elnagyoltságnak. Egy operája, a Doctor und Apotheker és néhány kamarazenei és versenyműve került néha-néha előtérbe. Szerencsétlensége, hogy olyan kortársai voltak, mint Joseph Haydn és Wolfgang Amadeus Mozart, és bizony az ő műveikkel nehéz versenyezni. Pedig Dittersdorf igen fontos és nélkülözhetetlen szerepet töltött be a bécsi klasszikus zene fejlődésében. Első – olaszos – operáiban remekül ötvözte az osztrák népiességet és az olasz hagyományokat. A Doctor und Apotheker idején született operáival háttérbe szorította még Mozartot is. Kamarazenéjének több darabjában figyelemre méltó a formába öntés színvonala. Harmincnégy operája közül tizenkettő olasz nyelvű, a többi – a később, főleg 1786 után keletkezettek – német nyelvű. Szimfóniái közül 120-at tekintenek biztosan az ő művének, emellett azonban további – neki tulajdonított – kilencven szimfóniának nem teljesen biztos a szerzősége. Több mint hetven versenyművet írt, különböző hangszerekre (hegedű, mélyhegedű, oboa, zongora stb.). Kamarazenei műveinek száma 280 körül van. Oratorikus műveinek száma közelíti a 240-et.
Dittersdorf műveinek csak kis hányada jelent meg nyomtatásban, kéziratos művei közül több is a budapesti Országos Széchényi Könyvtárban található meg (Il tutore e la pupilla, 1773; Il maniscalco, 1775; La contadina fedele, 1776; Il barone di Rocca Antica, 1776; Arcifango re de' Matti, 1777). Ezek a művek a johannisbergi színház számára készültek, de egy részüket Eszterházán is bemutatták.

## Műveiből

### Hallgassuk meg!
| 1. Ovidius-szimfónia, 3. tétel | 2. Ovidius-szimfónia, Bevezetés és 1. tétel | A-dúr szonáta (fortepiano) |

### Versenyművek
- F-dúr brácsaverseny
- D-dúr csellóverseny
- B-dúr csembalóverseny
- e-moll fuvolaverseny
- Hárfaverseny
- C-dúr hegedűverseny
- G-dúr hegedűverseny
- E-dúr verseny nagybőgőre, No.1
- Esz-dúr verseny nagybőgőre, No.2
- G-dúr oboaverseny
- C-dúr oboaverseny
- D-dúr oboaverseny L.25b
- C-dúr oboaverseny L.39
- C-dúr oboaverseny L.40a
- C-dúr oboaverseny L.24
- G-dúr oboaverseny L.42
- A-dúr oboa d'amore verseny L.43b
- Versenymű nagybőgőre és brácsára
- Versenymű két hegedűre, két brácsára, két oboára, két kürtre, fagottra és bőgőre

### Szimfóniák
- D-dúr Sinfonia Concertante
- C-dúr szimfónia
- D-dúr szimfónia
- F-dúr szimfónia
- d-moll szimfónia
- g-moll szimfónia
- 1. szimfónia (Ovidius „Átváltozásai” nyomán)
- 2. szimfónia (Ovidius „Átváltozásai” nyomán)
- 3. szimfónia (Ovidius „Átváltozásai” nyomán)
- 4. szimfónia (Ovidius „Átváltozásai” nyomán)
- 5. szimfónia (Ovidius „Átváltozásai” nyomán)
- 6. szimfónia (Ovidius „Átváltozásai” nyomán)
- Esz-dúr Sinfonia Concerto

### Kamarazenei művek
- 15 divertimento (közte az Il combattimento dell'umane passioni)
- 4 szerenád két kürtre és vonósokra
- 35 partita vonósokra
- 13 vonósnégyes
- 6 szonáta két hegedűre és brácsára
- 12 trió
- 3 trió hegedűre, brácsára és csellóra
- Hegedűszonáta
- 2 duó két hegedűre
- 136 zongoradarab
- Esz-dúr divertimento két hegedűre és csellóra
- Notturno négy fuvolára

### Operák
- Amore in Musica (1767, Nagyvárad)
- 25 000 Gulden oder im Dunkeln ist gut munkeln (1785, Bécs)
- Doktor und Apotheker (1786, Bécs)
- Betrug durch Aberglauben (1786, Bécs)
- Die Liebe im Narrenhaus (1787, Bécs)
- Hieronymus Knicker (1789, Bécs)
- Das rote Käppchen (1788, Bécs)
- Das Gespenst mit der Trommel (1794, Oleśnica)
- Don Quixote der Zweyte (1795, Oleśnica)
- Die lustigen Weiber von Windsor (1796, Oleśnica)

### Oratóriumok
- Isacco figura del Redentore (1766, Grosswardein)
- Davide penitente (1770, Johannisberg)
- La Liberatrice del Popolo Giudaico nella Persia, o sia l’Esther (1773, Bécs)
- Giobbe (1786, Bécs)

### Kantáták
- Auf das… Geburtsfest seiner Majestät des Königs (1781)
- Auf Lichtmess
- 11 egyéb kantáta

### Egyházi zeneművek
- C-dúr mise
- C-dúr Missa gratiosa
- D-dúr mise
- 12 other mise
- c-moll „Requiem” mise
- 11 offertórium
- Antifónia kórusra, zenekarra és orgonára
- Nyolc litánia
- 170 egyéb egyházzenei alkotás: áriák, motetták stb.

## Fordítás
- Ez a szócikk részben vagy egészben  a   Carl Ditters von Dittersdorf című angol Wikipédia-szócikk ezen változatának fordításán alapul.  Az eredeti cikk szerkesztőit annak laptörténete sorolja fel. Ez a jelzés csupán a megfogalmazás eredetét és a szerzői jogokat jelzi, nem szolgál a cikkben szereplő információk forrásmegjelöléseként.